# Гелзенкирхен
Гелзенкирхен град је у њемачкој савезној држави Северна Рајна-Вестфалија. Посједује регионалну шифру (AGS) 5513000, NUTS (DEA32) и LOCODE (DE GEK) код. По подацима из 2010. године у граду је живело око 260.000 становника.
Први документовани подаци у којима се помиње Гелзенкирхен датирају из 1150. године. Као мало село помиње се у 19. веку, када је целу област захватила Индустријска револуција. 1840. године, када се почело са експлоатацијом угља у оближњем руднику, 6.000 становника је живело у Гелзенкирхену. 1900. године број становника је порастао на 138.000.
Почетком 20. века Гелзенкирхен је био најзначајнији индустријски град по ископавању угља у Европи. Називан је „Градом хиљаду ватри“, због димова који су замрачивали град. 1928. године Гелзенкирхен се спојио са суседним градовима - Буером и Хорстом. Град је од тад носио име Гелзенкирхен-Буер. Тако је било све до 1930. године када град је вратио свој првобитни назив — Гелзенкирхен. Током нацистичке ере Гелзенкирхен је поново постао центар производње угља и рафинисања нафте, па је због тога често бомбардован од савезника у Другом светском рату. Данас у Гелзенкирхену нема више угљенокопа. У граду је деценијама била највећа незапосленост у Немачкој. Данас се у граду налази највећа соларна електрана. У Гелзенкирхен-Шолвему се налази термоелектрана на угаљ са највећим димњаком у Немачкој (чак 302 метара).
У Хелзенкирхену је смештен бундеслигашки фудбалски клуб Шалке 04. Стадион Шалкеа, Велтинс Арена, је окарактерисан као најиновативнији стадион саграђен последњих година. На њему је било организовано неколико утакмица СП у фудбалу 2006.

## Географија
Град се налази на надморској висини од 25-95 метара. Површина општине износи 104,9 km².

## Становништво
У самом граду је, према процјени из 2010. године, живјело 259.744 становника. Просјечна густина становништва износи 2.477 становника/km².

## Историја

### Старо и средњовековно доба
Премда се данашњи део града, који се зове Буер, први пут помиње у спису званом Пуира (Puira) Хериберта Првог 1003. године, на овом подручју су људи ловили на брду северно од Мешера још пре бронзаног доба, дакле пре 1000. године п. н. е. Тада људи нису живели у кућама какве се данас виђају, него на малим радилиштима која су се налазила непосредно једна поред других, зависећи једно од другог. Касније, Римљани долазе на ове просторе, а око 700. године, населили су га Саксонци. Неколико делова града који се данас налазе у северном Гелзенкирхену, помињу се у документима раног средњег века. Неки од примера су: Раедесе (Raedese) (данас Ресе, Миделвик (Middelvic), Миделич (Middelich), данас део Ресеа), Шутајм (Sutheim) (Шутум (Sutum); данас део Бекхаузена) и Скулвен (Sculven) (данас Шолвен).
Многе оближње земљорадничке заједнице су се касније називале iuxta Bure („поред Буера“).
Било је негде око 1150. године када се име Гелзенкирхен или Гајлистиринкиркин' помиње први пут. Отприлике у исто време, гради се прва црква у насељу које се данас зове Буер. Ова ecclesia Buron („црква у Буеру“) је уписана на листу парохија секције у граду Дојц. Ова насеобина је припадала округу Марк. Ипак, у раном добу, па чак и у средњем веку, само је неколико стотина људи живело у насељима око Емшерског басена.

### Индустријализација
Све до средине 19. века, подручје и околина Гелзенкирхена је била јако мало насељена, а становништво се искључиво бавило аграрном културом. Године 1815, после привремене власти Великог Војводства Берг, Гелзенкирхен је припао Пруској, односно пруској провинцији Вестфалија. Гелзенкирхен (не укључујући данашња северна насеља, међу којима је и Буер) припао је амт-у Ватеншајд у дистрикту Бохум (владин дистрикт Арнсберг). Буер, који је био амт са сопственим правима, је са оближњим Хорстом постао део дистрикта Реклингхаузен у владином дистрикту Минстер. Овако је било до 1928. године.
После проналаска угља (црног злата) у Рурској области 1840. године (што је изазвало индустријализацију) и изградњу железничке пруге Келн-Минден), Гелзенкирхен је добио своју железничку станицу. 1868. године Гелзенкирхен постаје седиште амт-а у оквиру бохумског дистрикта ког су чинили Гелзенкирхен, Браубауершафт (од 1900. Бизмарк), Шалке, Хеслер, Булмке и Хилен.
Фридрих Грило је основао корпорацију хемијске индустрије (Aktiengesellschaft für Chemische Industrie) у Шалкеу 1872. године, а касније и предузеће Schalker Gruben- und Hüttenverein. Годину дана касније основао је фабрику стакла и огледала (Glas- und Spiegel-Manufaktur AG), опет у Шалкеу. Након што је постао значајано седиште тешке индустрије, Гелзенкирхен је 1875. прерастао у град.

### Гелзенкирхен прераста у град
1885. године, након што се бохумски дистрикт раздвојио, Гелзенкирхен је постао седиште сопственог дистрикта (Kreis-а) који је трајао до 1926. године. Градови Гелзенкирхен и Ватеншајд, као и амти Браубауершафт (од 1900. Бизмарк), Шалке, Икендорф, Ване и Ватеншајд су припадали гелзенкирхенском дистрикту.
Неколико година после, 1896. године, Гелзенкирхен је одвојен од дистрикта Гелзенкирхен како би постао независан град. Године 1891, Хорст се одвојио од амт-а Буер, који је такође прерастао у град 1911, а у независан годину дана доцније. У међувремену, Хорст постаје седиште сопственог амта. 1924. године, рурална заједница Ротхаузен, која је до тада припадала дистрикту Есен, постаје део дистрикта Гелзенкирхен.
Дана 1. априла 1928, у време пруске реформе локалних самоуправа, градови Гелзенкирхен и Буер заједно са амтом Хорст трансформишу се у независан град назван Гелзенкирхен-Буер. Од тада, цело подручград јеа припада дистрикту Минстер. 21. маја 1930, на предлог локалних власти, град мења име у Гелзенкирхен. У то време, град је био стециште 340.000 људи.

### Нацистичка власт
За време док су нацисти владали Немачком, Гелзенкирхен, налазећи се у средишту Рурске области, био је центар ратне индустрије. Ни у једно друго време гелзенкирхенска индустрија није имала већу производњу. Ово је с једне стране, после масивних отказа двадесетих година, направило много нових радних места у тешкој индустрији. С друге стране, град је природно постао мета бомбардовања савезника у Другом светском рату, која су уништила три четвртине Гелзенкирхена. Чак и данас, многа склоништа се могу наћи у граду. Неке од градских службених зграда као што су Ханс-Шахс-Хаус у центру града и градска дворана у Буеру, имају склоништа која се налазе у скоро истом стању као и за време рата.
Две синагоге у Гелзенкирхену су уништене за време антијеврејских нереда Кристалне ноћи новембра 1938, док је једна релативно оштећена. У Буеру је такође запаљена једна синагога.
За време Хитлерове владавине (1933—1945.), градоначелник је био Енгелберт Бумер, члан НСДАП-а.

### Послератно доба
Када су уведени поштански бројеви, Гелзенкирхен је био један од првих градова у Западној Немачкој који је добио два броја: Буеру је додељен број 466, док је Гелзенкирхену припао 465. Ови бројеви су били у употреби до 1. јула 1993. Прва свеобухватна школа у Северној Рајни-Вестфалији је отворена 1969. 1987. године папа Јован Павле Други је одржао мису пред 85.000 људи у гелзенкирхенском Паркстадиону. Папа је такође постао и почасни члан фудбалског клуба Шалке 04.
Дана 28. априла 2000, затворен је Едвард-Хуго угљенокоп — последњи гелзенкирхенски угљенокоп. Три хиљаде угљенокопача су изгубили свој посао. 2003. године, Буер је прославио хиљадугодишњицу од свог првог документованог помињања, а ФК Шалке 04 је 4. маја 2004. прославио стогодишњицу од оснивања.
Данас, Гелзенкирхен је научни, услужни и произвођачки центар са добром инфраструктуром.

### Развитак становништва
Наведени подаци су препоставке, подаци са пописа или истраживања броја становника Гелзенкирхена у прошлости.
| Година               | Број становника |
| -------------------- | --------------- |
| 1798.                | ca. 350         |
| 1838.                | 505             |
| 1871.                | 7.825           |
| 1875.                | 11.295          |
| 1. децембар 1890. ¹  | 28.057          |
| 1. децембар 1895. .¹ | 31.582          |
| 1. децембар 1900. ¹  | 36.937          |
| 1903.                | 138.000         |
| 1. децембар 1905. .¹ | 147.005         |
| 1. децембар 1910. ¹  | 169.513         |
| 1914.                | 175.000         |
| 8. октобар 1919. ¹   | 168.557         |
| 16. јун 1925. ¹      | 208.512         |
| 1928.                | 340.077         |

| Година                | Број становника |
| --------------------- | --------------- |
| 16. јун 1933. ¹       | 332.545         |
| 17. мај 1939. ¹       | 317.568         |
| 1945.                 | 160.000         |
| 13. септембар 1950. ¹ | 315.460         |
| 1959.                 | 391,745         |
| 6. јун 1961. ¹        | 382.689         |
| 31. децембар 1970.    | 347.100         |
| 30. јун 1975.         | 325.400         |
| 30. јун 1980.         | 305.600         |
| 30. јун 1985.         | 286.500         |
| 1. јануар 1989.       | 287.255         |
| 30. јун 1997.         | 287.800         |
| 31. децембар 2003.    | 272.445         |
| 31. децембар 2004.    | 270.107         |

¹ Подаци са пописа

## Економија и инфраструктура
Гелзенкирхен покушава себе представити центром соларне технологије. Нек од најпознатијих компанија су: THS GmbH, Gelsenwasser, e.on, BP Gelsenkirchen GmbH, Shell Solar Deutschland GmbH и Pilkington. Према истраживањима Бертелсман фондације, Гелзенкирхен је, после Лајпцига, Карлсруеа и Бремена, немачки најпријатељски пословни град.

### Саобраћај
Гелзенкирхен лежи на савезним ауто-путевима A 2, A 40, A 42 и A 52, као и на савезним путевима 224, B 226 и B 227. Гелзенкирхенска главна железничка станица се налази на раскрсницама линија Оберхаузен-Гелзенкирхен-Херне-Дортмунд и Есен-Гелзенкирхен-Реклингхаузен-Минстер.
Воденим путем, до Гелзенкирхена се може доћи преко канала Рајна-Херне, где се налази привредно-комерцијална лука. Кроз луку годишње прође 2 милиона тона робе, са површином воде од око 120 хектара. То је једна од највећих и најзначајнијих немачких каналских лука. Повезана је са железничким системом „Немачког воза“.
Локални превоз Гелзенкирхена је ослоњен на трамвајски и аутобуски саобраћај којим руководи -{Bochum-Gelsenkirchener Straßenbahn AG-} (BOGESTRA). Vestische Straßenbahnen GmbH руководи само аутобуским саобраћајем у северном делу града, иако име предузећа указује да се ради и о трамвајском. У граду постоји и лаки метро систем, више познат као Градски воз (Stadtbahn). Постоје три трамвајске линије, једна градског воза и око 50 аутобуских.

### Информисање
Гелзенкирхен је седиште асоцијације локалних радија Северне Рајне-Вестфалије (Verband Lokaler Rundfunk in Nordrhein-Westfalen e.V. (VLR)). РЕЛ (Radio Emscher-Lippe) се такође налази у Гелзенкирхену.
Поред свих новина Buersche Zeitung су дневне. Дортмунске новине Ruhr-Nachrichten има локалну рубрику. Такође, новине Westdeutsche Allgemeine Zeitung и локална радио-станица REL извештавају о догађањима „на локалу“.
Ту су и бесплатне недељне новине Stadtspiegel Gelsenkirchen.

### Занимљивости
Због организације СП у фудбалу 2006, саобраћајна инфраструктура која је повезана са Валентис Ареном доживљава значајне модификације. Главна железничка станица доживљава значајну реконструкција која је комплетно завршена до почетка ове највеће светске фудбалске манифестације.
Фудбалске репрезентације Аргентине и Србије и Црне Горе одиграле су у Гелзенкирхену Велтинс арени утакмицу на СП 16. јуна 2006. на којој је победила репрезентација Аргентине, са резултатом 6:0.
Електрана Вестерхолт има највиши димњак у Немачкој (302 метара).

### Образовање
Гелзенкирхен има 51 основну школу (36 „државну“ школу, 12 католичких, 3 евангелистичке), 8 главних, 6 реалних, 7 гимназија и 4 опште, од којих је Општа школа Бизмарк једина општа школа којом управља вестфалски огранак Евангелистичке цркве.

## Међународна сарадња
| Мјесто       | Држава               | Врста сарадње | Од    |
| ------------ | -------------------- | ------------- | ----- |
| Бујукчекмеџе | Турска               | партнерство   | 2004. |
| Шахти        | Русија               | партнерство   | 1989. |
| Олштин       | Пољска               | партнерство   | 1992. |
| Њукасл       | Уједињено Краљевство | партнерство   | 1948. |
| Зеница       | Босна и Херцеговина  | партнерство   | 1969. |
| Котбус       | Немачка              |               | .     |
| Извор        |                      |               |       |